# Artsenproces

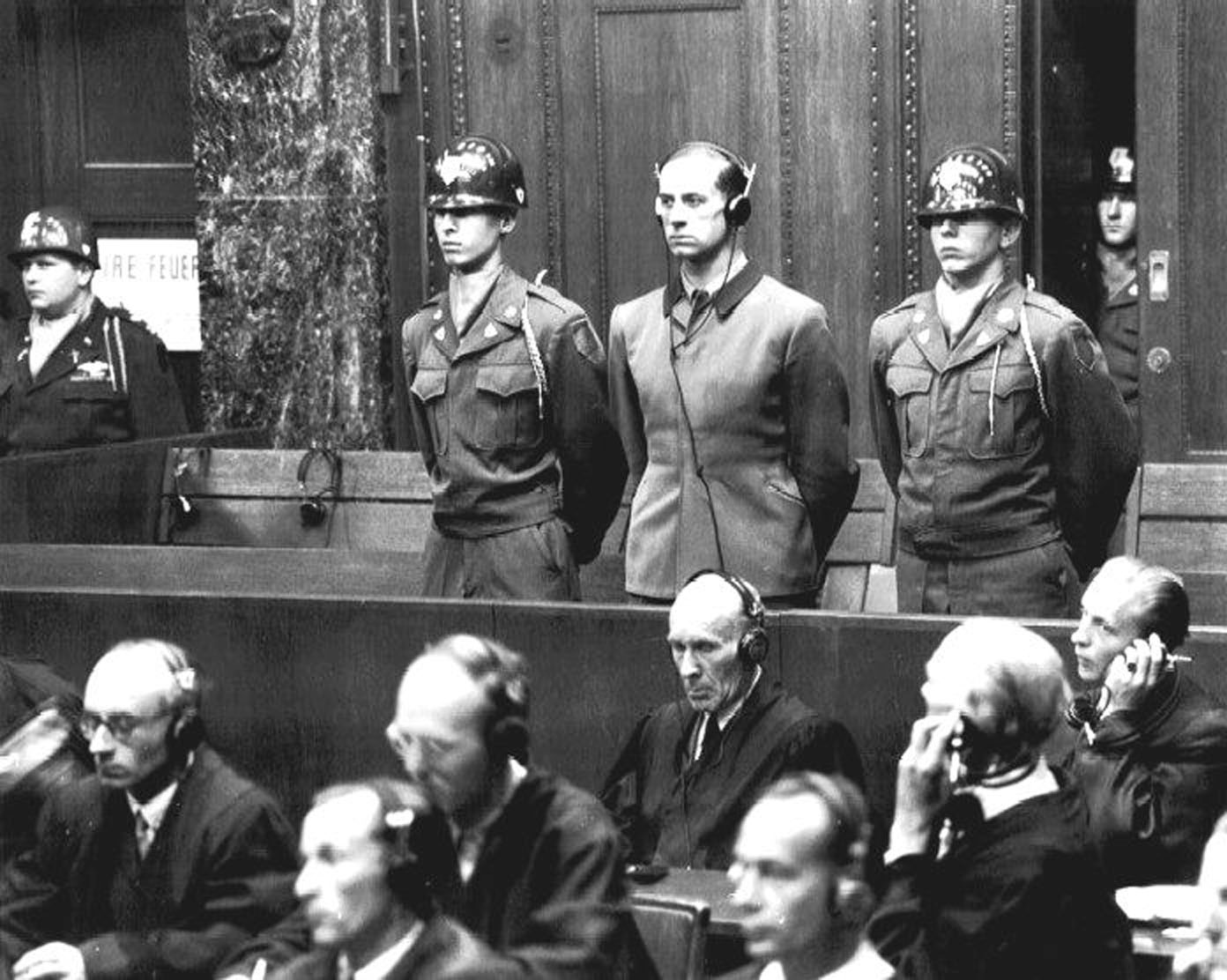
Karl Brandt hoort zijn vonnis aan.

Het Artsenproces (officieel: Verenigde Staten van Amerika vs. Karl Brandt, et al.) was het eerste van twaalf processen die de Verenigde Staten na de Tweede Wereldoorlog in Neurenberg (deels ook in Frankfurt am Main) tegen verdachten van oorlogsmisdaden voerden. Deze processen werden - in tegenstelling tot het bekendere Proces van Neurenberg waar nazikopstukken werden berecht - niet voor een internationaal tribunaal gehouden maar voor Amerikaanse militaire rechtbanken. De twaalf processen vonden wel in dezelfde ruimte plaats.
De 23 aangeklaagden in het Artsenproces waren bijna allemaal arts en werden er onder meer van beschuldigd betrokken te zijn geweest bij medische experimenten op gevangenen. De officiële aanklacht was op 25 oktober 1946 en het proces duurde van 9 december van dat jaar tot 20 augustus 1947. Van de 23 verdachten werden er zeven volledig vrijgesproken, zeven anderen kregen de doodstraf en de rest kreeg een gevangenisstraf variërend van tien jaar tot levenslang.

## Aanklacht
Bij het artsenproces waren er vier aanklachten:
I Samenzwering om oorlogsmisdaden en misdaden tegen de menselijkheid te plegen als beschreven in aanklacht II en III.
II Oorlogsmisdaden: het uitvoeren van medische experimenten op krijgsgevangenen en burgers van bezette gebieden zonder dat het slachtoffer hier toestemming voor had gegeven, alsmede deelname aan de massamoord op gevangenen in concentratiekampen.
III Misdaden tegen de menselijkheid: het plegen van de bij II beschreven misdaden op Duitse burgers.
IV Lidmaatschap van een criminele organisatie, de SS.
De SS was bij het eerdere Proces van Neurenberg tot een criminele organisatie verklaard. Alle verdachten verklaarden "niet schuldig" te zijn. De rechters verwierpen grotendeels aanklacht 1, omdat deze buiten hun bevoegdheden viel.

## Aangeklaagden
| Aangeklaagde            | Foto | Rang                                                | Functie | Schuldig aan aanklachten | Oordeel |
| ----------------------- | ---- | --------------------------------------------------- | --- | ------------------------ | --- |
| Viktor Brack            |      | SS-Oberführer                                       | Hoofd van de Hauptamt II in de Kanselarij van de Führer | II, III, IV              | Doodstraf – uitgevoerd op 2 juni 1948                                                                                            |
| Karl Brandt             |      | SS-Gruppenführer en Generalleutnant in de Waffen-SS | Rijkscommissaris voor de gezondheid en gezondheidszorg, Generalkommissar voor "Kampfstofffragen" (chemische wapens), Euthanasiebevollmächtigter, lijfarts van Adolf Hitler | II, III, IV              | Doodstraf – uitgevoerd op 2 juni 1948                                                                                            |
| Rudolf Brandt           |      | SS-Standartenführer                                 | Persoonlijk assistent van Heinrich Himmler met een leidinggevende functie bij het ministerie van Binnenlandse Zaken                                                        | II, III, IV              | Doodstraf – uitgevoerd op 2 juni 1948                                                                                            |
| Karl Gebhardt           |      | SS-Gruppenführer en Generalleutnant in de Waffen-SS | Persoonlijk arts van Himmler, hoofd van de SS-artsen en hoofd van het Duitse Rode Kruis                                                                                    | II, III, IV              | Doodstraf – uitgevoerd op 2 juni 1948                                                                                            |
| Waldemar Hoven          |      | SS-Hauptsturmführer                                 | Hoofdarts in het concentratiekamp Buchenwald | II, III, IV              | Doodstraf – uitgevoerd op 2 juni 1948                                                                                            |
| Joachim Mrugowsky       |      | SS-Oberführer                                       | Oberster Hygieniker, Reichsarzt SS und Polizei, Chef des Hygienischen Institutes der Waffen-SS                                                                             | II, III, IV              | Doodstraf – uitgevoerd op 2 juni 1948                                                                                            |
| Wolfram Sievers         |      | SS-Standartenführer                                 | Directeur van het Institut für Wehrwissenschaftliche Zweckforschung | II, III, IV              | Doodstraf – uitgevoerd op 2 juni 1948                                                                                            |
| Fritz Fischer           |      | SS-Sturmbannführer in de Waffen-SS                  | Assistent van de eveneens aangeklaagde Karl Gebhardt | II, III, IV              | Levenslange gevangenisstraf op 31 januari 1951 omgezet in 10 jaar op 1 april 1954 vroegtijdig vrijgelaten                        |
| Karl Genzken            |      | SS-Gruppenführer en Generalleutnant in de Waffen-SS | Hoofd van de medische afdeling van de Waffen-SS | II, III, IV              | Levenslange gevangenisstraf op 31 januari 1951 omgezet in 20 jaar op 1 april 1954 vroegtijdig vrijgelaten                        |
| Siegfried Handloser     |      | Generaloberstabsarzt                                | Hoofd van de Medische Dienst van de Wehrmacht, medisch inspecteur van het leger                                                                                            | II, III                  | Levenslange gevangenisstraf op 31 januari 1951 omgezet in 20 jaar in december 1953 om gezondheidsredenen vroegtijdig vrijgelaten |
| Gerhard Rose            |      | Generalarzt in de Luftwaffe                         | Vicepresident en hoofd van de afdeling voor tropische geneeskunde, hoogleraar aan het Robert Koch Instituut                                                                | II, III                  | Levenslange gevangenisstraf op 31 januari 1951 omgezet in 15 jaar op 3 juni 1955 vroegtijdig vrijgelaten                         |
| Oskar Schröder          |      | Generaloberstabsarzt                                | Inspekteur des Luftwaffe-Sanitätswesens en Chef des Sanitätswesens der Luftwaffe                                                                                           | II, III                  | Levenslange gevangenisstraf op 31 januari 1951 omgezet in 15 jaar op 1 april 1954 vroegtijdig vrijgelaten                        |
| Hermann Becker-Freyseng |      | Stabsarzt in de Luftwaffe                           | Referent für Luftfahrmedizin beim Sanitätsinspekteur der Luftwaffe, Abteilungsleiter Luftfahrtmedizinisches Institut                                                       | II, III                  | 20 jaar gevangenisstraf op 31 januari 1951 omgezet in 10 jaar op 20 november 1952 vroegtijdig vrijgelaten                        |
| Herta Oberheuser        |      |                                                     | Arts in het concentratiekamp Ravensbrück, assistente van mede-aangeklaagde Karl Gebhardt                                                                                   | II, III                  | 20 jaar gevangenisstraf op 31 januari 1951 omgezet in 10 jaar op 4 april 1952 vroegtijdig vrijgelaten                            |
| Wilhelm Beiglböck       |      | adviserend arts in de Luftwaffe                     | Hoofdarts aan de universiteitskliniek van Wenen | II, III                  | 15 jaar gevangenisstraf op 31 januari 1951 omgezet in 10 jaar op 15 december 1951 vroegtijdig vrijgelaten                        |
| Helmut Poppendick       |      | SS-Oberführer                                       | Chef des Persönlichen Stabes des Reichsarztes SS und Polizei | IV                       | 10 jaar gevangenisstraf op 31 januari 1951 vroegtijdig vrijgelaten                                                               |
| Kurt Blome              |      | Generalartzt                                        | Plaatsvervanger van Reichsgesundheitsführer Leonardo Conti, plaatsvervangend hoofd van de Reichsärztekammer                                                                |                          | Vrijspraak |
| Adolf Pokorny           |      | Sanitätsoffizier                                    | Arts, gespecialiseerd in huid- en geslachtsziektes |                          | Vrijspraak |
| Paul Rostock            |      | Generalarzt der Reserve                             | Chirurg in Berlijn, adviseur van het leger, Amtschef der Dienststelle Medizinische Wissenschaft und Forschung onder Karl Brandt                                            |                          | Vrijspraak |
| Konrad Schäfer          |      | Unterarzt der Luftwaffe                             | Assistent-arts bij het chemotherapeutisches laboratium Schering AG, instituut voor luchtvaartgeneeskunde, Berljn                                                           |                          | Vrijspraak |
| Siegfried Ruff          |      | Hauptmann-vlieger                                   | Directeur van Deutsche Versuchsanstalt für Luftfahrt |                          | Vrijspraak |
| Georg Weltz             |      | Oberfeldarzt                                        | Chef van het instituut voor luchtvaartmedicijnen in München |                          | Vrijspraak |
| Wolfgang Romberg        |      |                                                     | Arts bij de Medische Dienst van de Luchtmacht |                          | Vrijspraak |

In zijn algemeenheid kregen de personen van wie bewezen was dat ze lid waren van een criminele organisatie zoals gedefinieerd door het Internationale Militaire Tribunaal de doodstraf, en de anderen gevangenisstraf.

## Uitvoering straffen
De zeven personen die de doodstraf kregen, werden op 2 juni 1948 opgehangen in de Landberg gevangenis in Beieren.
In 1951 werd een groot aantal straffen omgezet in lichtere straffen.